# Caroline Powell
Caroline Helen Powell (ur. 14 marca 1973) – nowozelandzka jeźdźczyni sportowa. Brązowa medalistka olimpijska z Londynu.
Zawody w 2012 były jej drugimi igrzyskami olimpijskimi, debiutowała w 2008. Startuje we Wszechstronnym Konkursie Konia Wierzchowego. W Londynie zdobyła brązowy medal w drużynie, tworzyli ją ponadto Jonathan Paget, Jonelle Price, Andrew Nicholson i Mark Todd. Startowała na koniu Lenamore. Również w drużynie zdobyła brąz na mistrzostwach świata w 2010.